# De civitate Dei
De civitate Dei (Latijn: Over de stad van God) is een  werk van kerkvader Augustinus dat hij schreef tussen 413 en 426.
Het werk telt 22 boeken en is een apologie van het christelijk geloof. Het bestaat uit een reeks verhandelingen over uiteenlopende onderwerpen, zoals de Griekse filosofie, het ontstaan van de godsstaat en de wereldse staat en de strijd tussen die twee. Ook sociale, economische en politieke problemen komen aan de orde. Het Romeinse concept van de rechtvaardige oorlog (bellum iustum) werd in dit werk geïntegreerd in de christelijke traditie.
Het boek ontstond als een reactie op de plundering van Rome door Alarik I in 410. Augustinus begon zijn werk in 412; in 426 schreef hij de laatste vier delen. In de eerste vijf boeken bestrijdt hij de beschuldiging van niet-christenen dat de val van Rome een godenstraf zou zijn voor het verlaten van de oude Romeinse godsdienst. In de volgende vijf delen poogt hij de stelling te weerleggen dat offeren aan vele goden gunstig is voor het leven in het hiernamaals en vooral in de boeken VIII, IX en X gaat Augustinus in op de argumenten van de neoplatonische filosofen. Boek XI tot en met XXII handelt over de stad van God en de stad van de wereld, hun ontstaan, hun ontwikkeling en hun toekomst, een vroege vorm van de tweerijkenleer.
Op het werk zijn vele commentaren geschreven en het is in veel talen vertaald. De invloed ervan op het christelijke denken is groot geweest.
In 1371 gaf de Franse koning Karel V aan Raoul de Presles de opdracht om het werk in het Frans te vertalen. De koning vond dat dit werk, dat fundamenteel was voor de verhouding tussen kerk en staat in de Middeleeuwen, ook toegankelijk moest zijn voor de leden van zijn hofhouding die het Latijn niet beheersten. Raoul de Presles voltooide zijn vertaling in 1375.

## Handschriften

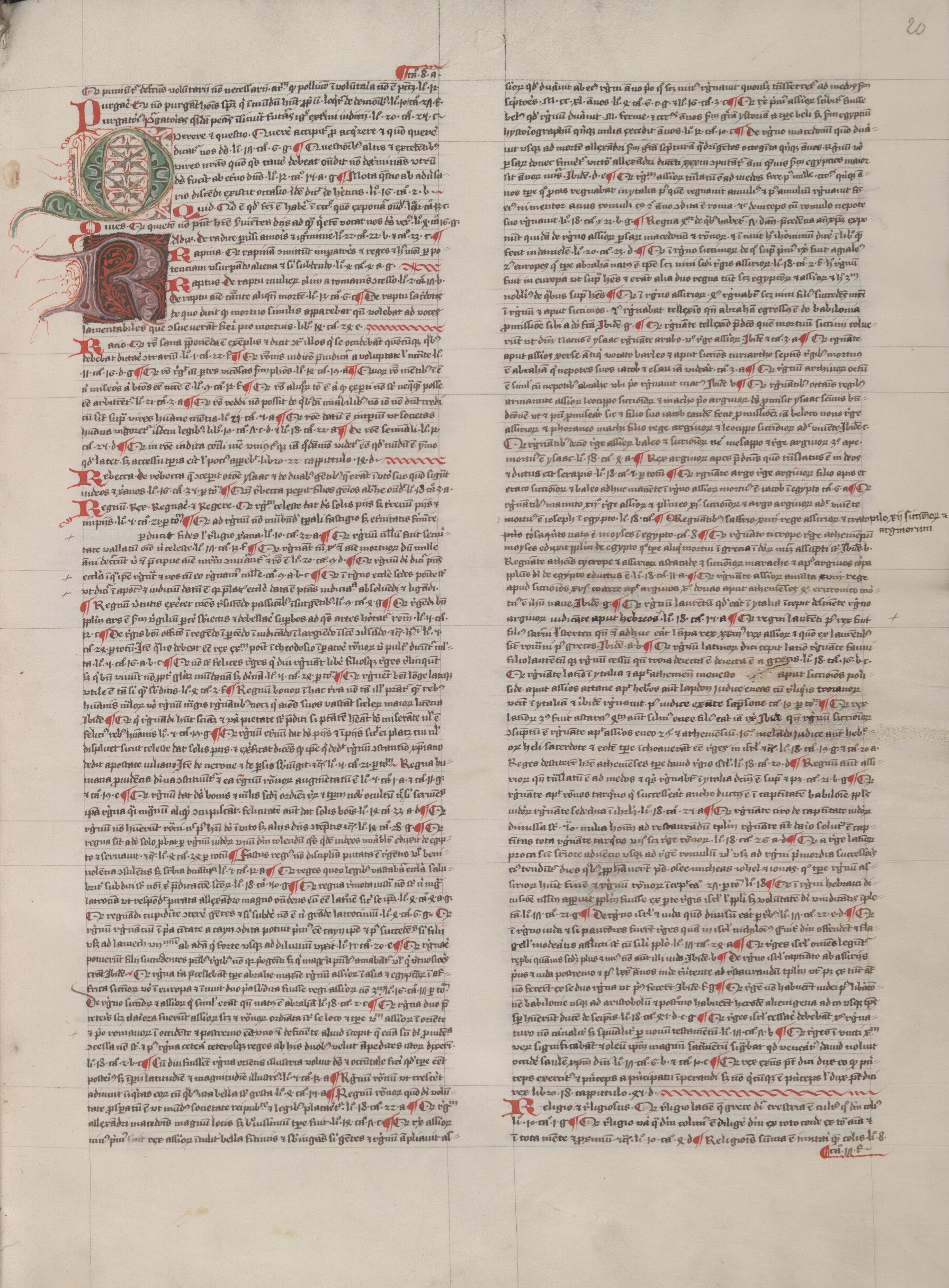
Fragment uit een vijftiende-eeuwse kopie van de Civitate Dei van Augustinus van Hippo. Gemaakt door Jacobus De Stephelt in 1472

De Koninklijke Bibliotheek van België heeft een handschrift van de De civitate Dei in haar collectie met als signatuur ms. 9641. Het is een Latijnse versie uit de 9e à 10e eeuw en waarschijnlijk geschreven in de Abdij van Corbie in Noord-Frankrijk. Het handschrift bestaat uit 275 perkamenten folia van 295 bij 185 mm. De tekst is geschreven in een Karolingische minuskel in een kolom. Het handschrift is uitsluitend versierd met gedecoreerde initialen. De Universiteitsbibliotheek van Gent heeft ook een handschrift in haar collectie. De kopie werd gemaakt door Jacobus De Stephelt in 1472 en is afkomstig van de Sint-Maximinusabdij in Trier.

## Nederlandse vertalingen
- De stad van God, vertaald en ingeleid door Gerard Wijdeveld, Ambo, 1983. ISBN 9789026319952
- De civitate Dei, vertaald en toegankelijk gemaakt door Chris Dijkhuis, 2022. ISBN 9789089723987 (selectie)

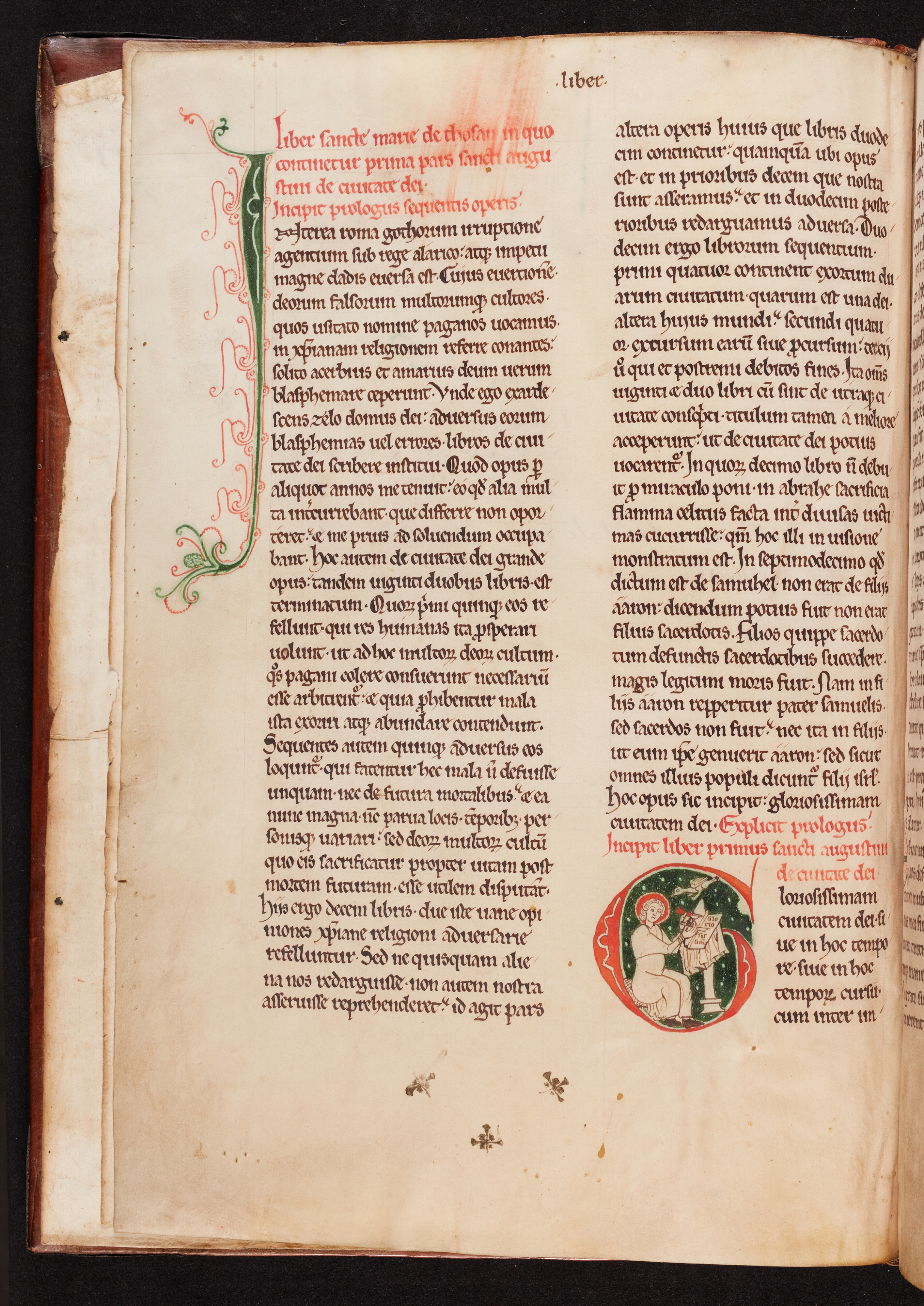
Fragment uit een dertiende-eeuwse kopie van de Civitate Dei. Mogelijk afkomstig uit het scriptorium van Ter Doest of Ter Duinen. Bewaard in de Openbare Bibliotheek Brugge.